# Vietnascincus rugosus
Genre
Espèce
Statut de conservation UICN

 DD  : Données insuffisantes
Vietnascincus rugosus, unique représentant du genre Vietnascincus, est une espèce de sauriens de la famille des Scincidae.

## Répartition

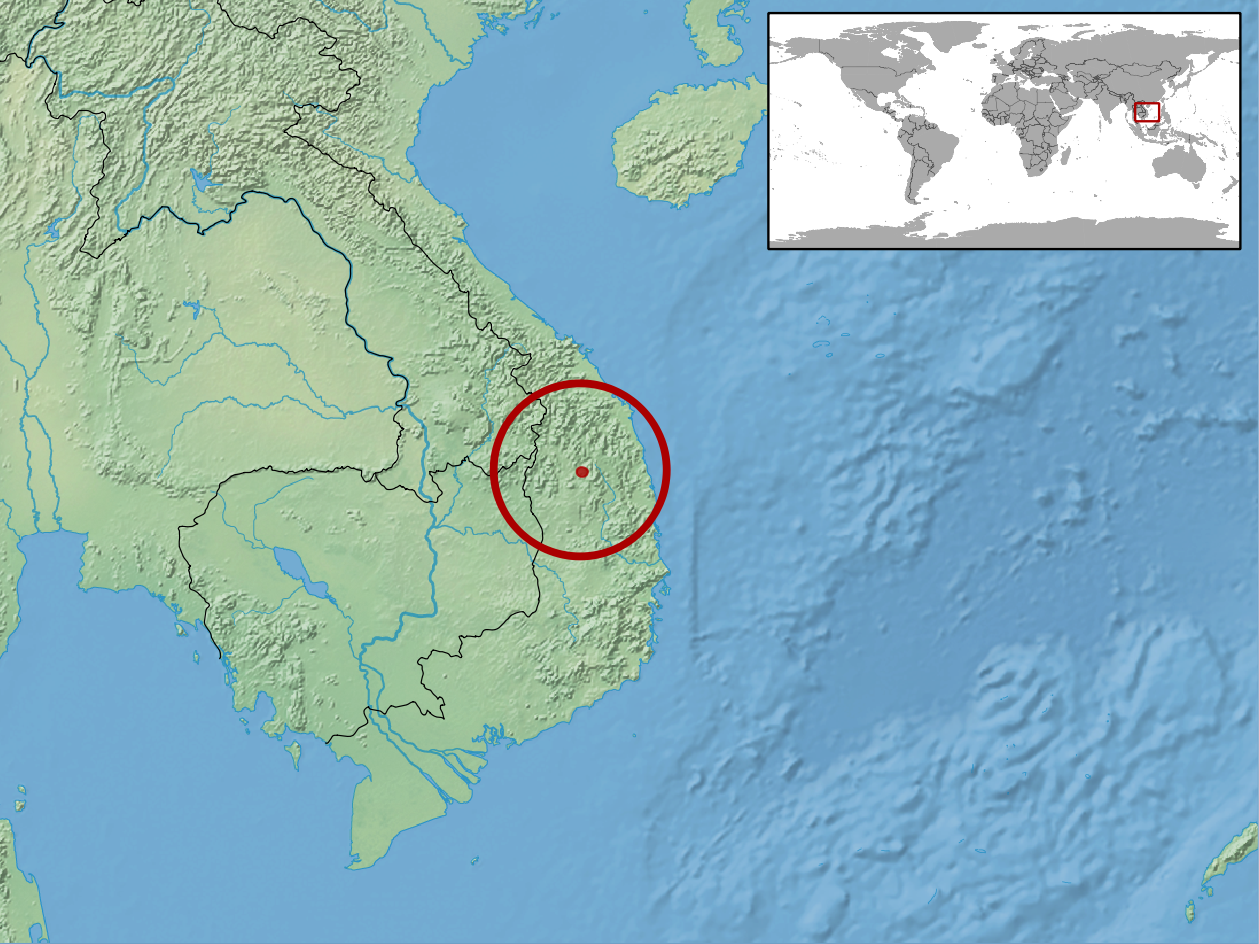
Répartition de l'espèce.

Cette espèce endémique de la province de Gia Lai au Viêt Nam.

## Étymologie
Le nom du genre vient fait référence à la distribution de l'espèce, le Viêt Nam et à la famille des Scincidae et son nom d'espèce, du latin rugōsus, « rugueux », lui a été donné en référence à l'aspect de ce saurien.

## Publication originale
- Darevsky & Orlov, 1994 : Vietnascincus rugosus, a new genus and species of the Dasia-like arboreal skinks (Sauria, Scincidae) from Vietnam. Russian Journal of Herpetology, vol. 1, no 1, p. 37.